# 阿尔亨特
阿尔亨特，是西班牙阿拉贡自治区特鲁埃尔省的一个市镇。总面积69平方公里，总人口198人（2018年），人口密度4人/平方公里。